# Человек (театр, Москва)
«Человек», полное название Московский драматический театр «Человек», прежнее — Театр-студия «Человек» — драматический театр Москвы. Основан в 1974 году. 

## История театра
Театр основан 16 октября 1974 года. Художественный руководитель со дня основания театра-студии — Людмила Рошкован. Среди артистов и режиссёров, работавших в театре, много ныне известных людей — Роман Козак, Александр Феклистов, Валерий Гаркалин, Михаил Мокеев, Дмитрий Брусникин, Игорь Золотовицкий, Сергей Женовач, Сергей Качанов, Сергей Летов, художник Виктор Платонов и др.
Хроника спектаклей и событий театра
1974 — «Человек, победивший смерть». Инсценировка и режиссура Л. Рошкован.
1975 — «В списках не значился» Б. Васильев. Инсценировка и режиссура Л. Рошкован.
1976 — «Владимир Маяковский». Инсценировка и режиссура Л. Рошкован. Спектакль запрещен для публичного исполнения.
1978 — «Люди живут» Ю. Принцев. Инсценировка и режиссура Л. Рошкован.
1979 — «Смерть Тарелкина» А. Сухово-Кобылин. Режиссёр Л. Рошкован.
1980-81 — «Вечер одноактной польской пьесы» 1 часть — «В открытом море» С. Мрожек. 2 часть — «Картотека» Т. Ружевич. Режиссёр Л. Рошкован. Спектакль запрещен для публичного исполнения.
1982 — «Реквием для губной гармоники» Э. Ветемаа. Режиссёр Л. Рошкован. После показа спектакль запрещен.
1983 — «Эмигранты» С. Мрожек. Режиссёр М. Мокеев.
1984-85 — Переход на нелегальное существование — подвал, где играются спектакли: «Эмигранты», «Владимир Маяковский».
1986 — «Чинзано» Л. Петрушевская. Режиссёр Р. Козак.
1987 — Театр получает помещение и официальное признание.
1988 — «Панночка» Н. Садур. Режиссёр С. Женовач.
1989 — «Елизавета Бам на ёлке у Ивановых» Инсценировка и режиссура Р. Козак.
«Войцек» Г. Бюхнер. Режиссёр Т. Брадецкий (Польша). «Иллюзия» П. Корнель. Режиссёр С. Женовач.
1990 — «Стриптиз» С. Мрожек. Режиссёр Л. Рошкован.
1991 — «Были-небылицы». Спектакль для детей. Режиссёр В. Платонов.
1992 — «Летний день» С. Мрожек. Режиссёр Мария Фрид (Швеция).
1993 — «Глава XVIII». Автор и режиссёр А. Марченко.
1994 — «Молитва» Ф. Аррабаль. Режиссёр Л. Рошкован.
1995 — «Ночные бдения» Бонавентура. Режиссёр Л. Рошкован.
1996 — «Таун-хо!» Г. Меллвил, П. Фор, И Бродский. Режиссёр А. Марченко.
1997 — «Не все коту масленица» А. Н. Островский. Режиссёр В. Шамиров.
1998 — «Клопомор» С. Бодров, Г. Слуцки. Режиссёр Л. Рошкован.
1999 — «Зигзаги», спектакль — посвящение А. С. Пушкину. Ф. Рабле, А. Пушкин, Д. Хармс, В. Друк. Режиссёр Л. Рошкован.
2000—2001 — «Entre Nous / Между нами». Режиссёр К. Фетрие (Франция). I вариант.
2001—2002 — «Entre Nous / Между нами». Режиссёр К. Фетрие (Франция). II вариант с актёрами из Франции.
2003—2004 — «Фандо и Лис» Ф. Аррабаль. Режиссёр Л. Рошкован.
2005—2006 — «Искусство» Я. Реза. Режиссёр О. Соколовская.
2007—2008 — «Ножи в курах» Д. Хэрроуэр. Режиссёр Г. Эцис.
2008—2009 — «Бриколаж» Плавий Никлимар. Режиссёр А. Марченко.
2009—2010 — «После Магритта» Т. Стоппард. Режиссёр А. Левицкий.
2017 — «Ивонна принцесса Бургундская» (режиссёр А. Левицкий)
2018 — «Легенда Старой Москвы» (режиссёр Костантин Кожевников)
2018 — «Биография» Макс Фриш — режиссёр Скворцов
2019 — «Кроткие» Федор Достоевский; режиссёр Скворцов
2019 — «Причал» Геннадий Шпалиуов; режиссёр Данил Чащин
2019 — «Гамлет Сумарокова» — Александр Сумароков; режиссёр Скворцов
2019 — «Китайские сказки» Ирина Захарова; режиссёр Константин Кожевников
2020 — «Ноу нейм проджект» — Skvortsov & Vislov; режиссёр — Skvortsov
2020 — «Немой официант»; режиссёр Юрий Муравицкий
2021 — «Философ Омский»; режиссёр Ольга Соколовская
2021 — «Аномальная Лиза» — режиссёр Скворцов
СЕЗОН 2021—2022
Руководство театра
Почетный Президент Театра, Президент организации культуры и искусства — Рошкован Людмила Романовна
Директор — Месхишвили Владимир Георгиевич
Главный режиссёр - Скворцов Владимир Евгеньевич
Заместитель директора — Тураева Наталья Сергеевна
Заведующий литературной частью — Вислов Александр Александрович

Труппа Театра

Милена Цхавребова
Ольга Соколовская
Татьяна Ивановская
Любовь Горбатова
Ирина Максимкина
Елена Лотова
Светлана Свибильская

Дмитрий Филиппов
Андрей Савостьянов
Андрей Кирьян
Александр Соколовский
Алексей Шахбанов
Антон Шурцов
Мурадин Хуранов
Феликс Мурзабеков
Также с театром «Человек» сотрудничают артисты:
Евгения Крюкова, Анатолий Кот, Алексей Агапов, Кирилл Кяро, Владимир Майзингер, Василиса Кузьмина, Арина Постникова,
Олег Кассин. Оксана Тимановская, Александр Хотенов

Репертуар театра на сезон 2021—2022 год:
- «Клопомор» С. Бодров, Г. Слуцки (режиссёр Л.Рошкован)
- «Искусство» Я. Реза. (режиссёр О.Соколовская)
- «Или …. или…» О. Ваксель (режиссёр Ф.Торстенсен)
- «Полжизни за поцелуй» А. Аверченко, Н. Тэффи, А. Бухов, М. Зощенко (режиссёр Ф.Торстенсен)
- «Москва без башни» (сторителлинг) (режиссёр Константин Кожевников) премьера октябрь 2018 года
- «Биография» Макс Фриш (режиссёр Скворцов) — премьера декабрь 2018
- «Кроткие» Федор Достоевский (режиссёр Скворцов) — московская премьера май 2019
- «Причал» — Геннадий Шпаликов (режиссёр Данил Чащин)
- «Китайские сказки» (режиссёр Константин Кожевников)
- «Гамлет (Сумарокова)» (режиссёр Скворцов)
- Немой официант" Г.Пинтер (реж Юрий Муравицкий)
- «Ноу нейм проджект» Скворцов & Вислов (режиссёр Скворцов)
- «Философ Омкский» Артём Новиченков — (реж Ольга Соколовская)
- Аномальная Лиза" Кауфман — Кафка — Скворцов (режиссёр Скворцов)

ГОТОВИТСЯ К ПОСТАНОВКЕ
ПЕРЕЗАПУСК «ЛЕГЕНДА СТАРОЙ МОКВЫ» Виктора Гуськова, в постановке Скворцова
Спец.проекты театра «Человек»
«Человек. Продолжение следует» (в гостях у театра «Человек» — «Театральная гостиная Ирины Самородовой» (октябрь 2018)
МЕЖДУНАРОДНЫЙ ТЕАТРАЛЬНЫЙ ФЕСТИВАЛЬ КАМЕРНЫХ СПЕКТАКЛЕЙ НА ДВУХ АКТЕРОВ «ДИАЛОГИ» (проведено три фестиваля в 2019,2020 и 2021 годах)
РЕЖИССЕРСКАЯ ЛАБОРАТОРИЯ «ЗАБЫТАЯ РУССКАЯ ПОЭТИЧЕСКАЯ ПЬЕСА»
События театра «Человек» с сентября 2018 года по наши дни

2018 — «Легенды Старой Москвы» (Драматург Виктор Гуськов) Художественный руководитель постановки Скворцов (премьера сентябрь)
2018 — «Биография» Макса Фриша (Режиссёр — постановщик Скворцов) (премьера 22 декабря)
2019 — «Кроткие» Федора Достоевского (совместно с проектом «СкворцовТеатр») (Режиссёр — постановщик и исполнитель главной роли Скворцов) в театре «Человек» 24 мая
2019 — «Гамлет (Сумарокова)» Александра Сумарокова (Режиссёр — постановщик Скворцов) — премьеры 5 декабря и 24 декабря (кабардинская версия)
2019 — «Причал» Геннадия Шпаликова Режиссёр — постановщик Данил Чащин премьера 22 декабря
2019 — «Москва без башни» — режиссёр Константин Кожевников
2019 — Первый Международный Театральный Фестиваль камерных спектаклей на двух актёров «Диалоги» программный директор Фестиваля Александр Вислов, художественный руководитель фестиваля Владимир Скворцов, генеральный директор Фестиваля Владимир Месхишвили, технический директор Фестиваля Наташа Тураева (28 октября — 3 ноября 2019)
2019 — «Китайские сказки» Постановщик Константин Кожевников
2020 — Второй Международный Театральный Фестиваль камерных спектаклей на двух актёров «Диалоги» программный директор Фестиваля Александр Вислов, художественный руководитель фестиваля Владимир Скворцов, генеральный директор Фестиваля Владимир Месхишвили, технический директор Фестиваля Наташа Тураева (22 ноября — 29 ноября 2020)
2020 — «Ноу Нейм Проджект» — постановка Skvortsov (премьера 5 декабря)
2020 — «Немой официант» Режиссёр — постановщик Юрий Муравицкий (премьера 18 декабря)

Интернет — спектакли 2020 год во время пандемии (для канала Youtube («Человек»)
«Забытие письма» (автор М.Чемберлен) Для театра «Человек»
«Побочный эффект» (автор М.Крапивина) Для театра «Человек»
«Двое накачались» (автор А.Вислов) Для театра «Человек»
«Letters» (автор Н.Мошина) Для театра «Человек»
«21.06.41» (автор А.Вислов) Для театра «Человек»

весна 2020 Создание онлайн интернет — канала «Человек ТВ» и ежедневные программы вещания

2021 Режиссёрская лаборатория "Театр русских поэтов (забытое и полузабытое) старт 20 марта
2021 «Философ Омский» — режиссёр Ольга Соколовская
2021 Третий Международный Театральный Фестиваль камерных спектаклей на двух актёров «Диалоги» программный директор Фестиваля Александр Вислов, художественный руководитель фестиваля Владимир Скворцов, генеральный директор Фестиваля Владимир Месхишвили, технический директор Фестиваля Наташа Тураева (19 ноября — 25 ноября ноября 2021)
2021 « Аномальная Лиза» — режиссёр Скворцов (премьера 24-25 декабря)

ГАСТРОЛИ ТЕАТРА «ЧЕЛОВЕК»
2018 год
«Кроткие» (премьера для фестиваля «Человек театра» Челябинск)
«Кроткие» (фестиваль «Липецкие театральные встречи», Липецк)

2019 год
«Кроткие» (Фестиваль «Буа — пространство диалога», город Буинск, Татарстан)
«Кроткие» (Фестиваль «Чир Чайаан», Абакан, Хакасия)
«Кроткие» (Гастроли в помещении Театра «Театр» Пермь)
«Биография» 2019 (Гастроли в помещени Театра «Театр» Пермь)
«Зима по столом» 2019 (Фестиваль «Человек театра» Челябинск)
2021 год
«Причал» (Волковский театральный фестиваль, Воронеж)
«Гамлет (Сумарокова)» (V Фестиваль русской классической драматургии "Горячее сердце, Кинешма)
«Немой официант» (Фестиваль «Радуга», Санкт Петербург)
«Кроткие» — (Гастроли в Санкт-Петербурге в помещении Камерного театра имени Малыщицкого)
«Китайские сказки» (Фестиваль «Чир Чайаан», Абакан, Хакасия)
«Причал» — (Володинский театральный Фестиваль «Пять вечеров», Санкт-Петербург)
«Кроткие» — (Фестиваль «Ночь Достоевского», Новокузнецк)

## Награды
- Почётный диплом Московской Городской Думы (13 сентября 2000 года) — за заслуги перед городским сообществом в области развития новых форм театрального искусства[1]